# Бенні Грін
Бе́нні Грін (англ. Bennie Green; 16 квітня 1923, Чикаго, Іллінойс — 23 березня 1977, Сан-Дієго, Каліфорнія) — американський джазовий тромбоніст.

## Біографія
Народився 16 квітня 1923 року в Чикаго, штат Іллінойс. Виріс у музичній родині; брат Елдер грав на тенор-саксофоні з Роєм Елдриджем. Вчився грати на тромбоні у середній школі ДюСейбл. Почав професійно виступати з місцевими гуртами.
У 1942 році приєднався до Ерла Гайнса, де зазнав впливу Діззі Гіллеспі; з Гайнсом виступав до зими 1948 року; окрім 1943—45, коли грав в армійському бенді в Іллінойсі. Став відомим завдяки роботі з Чарлі Вентурою (1948—50), перед тим як приєднатися до невеликого гурту Ерла Гайнса (1951—53). У 1950-х і 1960-х очолював власний гурт, у якому виступали як сайдмени Кліфф Смоллс, Чарлі Роуз, Ерік Діксон, Пол Чемберс, Луї Гейз, Сонні Кларк, Гілдо Мегоунс і Джиммі Форрест.
У 1951—61 роках часто записувався як соліста на лейблах Prestige, Decca, Blue Note, Vee-Jay, Time, Bethlehem і Jazzland. Грав декілька місяців з Дюком Еллінгтоном (1968—69) і потім переїхав до Лас-Вегаса, де провів останні роки, виступаючи в готельних бендах, також у 1972 році взяв участь у джазовому фестивалі в Ньюпорті. Автор композиції «I Wanna Blow Now».
Помер 23 березня 1977 року в Сан-Дієго, штат Каліфорнія у віці 53 років.

## Дискографія
- Trombone by Three (Prestige, 1951)
- Bennie Green Blows His Horn (Prestige, 1955)
- Bennie Green Sextet (Prestige, 1955)
- Blow Your Horn (Decca, 1955)
- Bennie Green with Art Farmer (Prestige, 1956)
- Walking Down (Prestige, 1956)
- Back on the Scene (Blue Note, 1958)
- Soul Stirrin' (Blue Note, 1958)
- The Swingin'est (Vee-Jay, 1959)
- Walkin' & Talkin' (Blue Note, 1959)
- Glidin' Along (Jazzland, 1961)
- My Main Man (Argo, 1964) з Сонні Стіттом